# Oxacis angustata
Oxacis angustata är en skalbaggsart som beskrevs av Champion 1890. Oxacis angustata ingår i släktet Oxacis och familjen blombaggar. Inga underarter finns listade i Catalogue of Life.